# سن-لوئی، اورن
سن-لوئی، اورن (به فرانسوی: Saint-Louis) یک کمون در فرانسه است که در او-رن واقع شده‌است.

## خصوصیات
سن-لوئی ۱۶٫۸۵ کیلومترمربع مساحت و ۱۹٬۹۹۰ نفر جمعیت دارد.

## خواهرخوانده
شهرهای برایزاخ، Lectoure، Peyrehorade و Pimbo خواهرخوانده‌های سن-لوئی، اورن هستند.